# Annihilator (album)
Annihilator è il tredicesimo album dell'omonima thrash metal band canadese Annihilator, pubblicato il 17 maggio 2010 dalla Earache Records.

## Tracce
1. The Trend – 7:04 (Waters)
2. Coward – 4:22 (Waters, Padden)
3. Ambush – 3:22 (Waters)
4. Betrayed – 4:34 (Waters)
5. 25 Seconds – 4:49 (Waters)
6. Nowhere To Go – 5:08 (Waters)
7. The Other Side – 4:20 (Waters)
8. Death In Your Eyes – 5:58 (Waters, Padden)
9. Payback – 4:48 (Waters)
10. Romeo Delight – 4:26 (Anthony, Roth, E. Van Halen, A. Van Halen) – (Van Halen cover)

Durata totale: 48:51

## Formazione
- Jeff Waters - chitarra, basso
- Dave Padden - voce, chitarra
- Ryan Ahoff - batteria